# Cinecheck
Le Cinecheck (en néerlandais, Kijkwijzer) est un système d’évaluation néerlandais pour le cinéma et la télévision. Il est également utilisé en Belgique.
Il ne s'occupe pas des jeux vidéo qui sont classifiés par le PEGI.

## Classification

### Âge
| Icône | Description                                  |
| ----- | -------------------------------------------- |
|       | Tous publics                                 |
|       | Potentiellement préjudiciable jusqu'à 6 ans  |
|       | Potentiellement préjudiciable jusqu'à 9 ans  |
|       | Potentiellement préjudiciable jusqu'à 12 ans |
|       | Potentiellement préjudiciable jusqu'à 14 ans |
|       | Potentiellement préjudiciable jusqu'à 16 ans |
|       | Potentiellement préjudiciable jusqu'à 18 ans |

### Contenu
| Icône | Description                 |
| ----- | --------------------------- |
|       | Langage grossier            |
|       | Discrimination              |
|       | Drogues et/ou abus d'alcool |
|       | Angoisse                    |
|       | Sexe                        |
|       | Violence                    |
|       | Défis et cascades dangereux |